# صفرا كاتس
صفرا آدا كاتس (بالعبرية: צפרא כץ‏) (1 ديسمبر 1961) هي سيدة أعمال أمريكية-إسرائيلية تشغل منصبًا تنفيذيًا. تشغل كاتس منصبًا تنفيذيًا بشركة أوراكل منذ أبريل عام 1999، وهي أحد أعضاء مجلس إدارة الشركة منذ عام 2001. ومنذ أبريل 2011، أصبحت كاتس مساعد الرئيس، ومديرة مالية؛ لتقدم تقارير إلى مؤسس الشركة ومديرها التنفيذي لاري إليسون.
بدأت كاتس حياتها الوظيفية في مصرف «دونالدسون، لوفكين، جينريتي» الاستثماريعام 1986. انضمت كاتس لشركة أوراكل في أبريل 1999، وأصبحت عضوةً في مجلس إدارة الشركة في أكتوبر 2001. وفي ووقت مبكر من العام 2004، صارت كاتس رئيسة الشركة.
احتلت كاتس رقم 12 في تصنيف مجلة فورتشن لأكثر سيدات الأعمال نفوذًا لعام 2009. وفي العام ذاته، جاءت رقم 16 في تصنيف مجلة فوربس لأكثر سيدات الأعمال تأثيرًا. وفي العام 2014، جاءت كاتس في المرتبة ال24. كما يعد مرتب كاتس الوظيفي من أعلى المرتبات بين سيدات الأعمال.

## التعليم
حصلت كاتس على درجة البكالريوس من كلية وارتون في جامعة بنسلفانيا عام 1983، ونالت درجة الدكتوراة في القانون من جامعة بنسلفانيا عام 1986.

## الحياة الوظيفية
بدأت كاتس العمل في مصرف «دونالدسون، لوفكين، جينريتي» الاستثماري، منذ 1986. كانت كاتس عضوًا منتدبًا في المصرف من فبراير 1997 إلى مارس 1999، وتقلدت منصب نائب الرئيس الأول من يناير 1994 إلى فبراير 1997. ويشار إلى اشتغالها بالعديد من المناصب في الفترة التي سبقت تلك منذ عام 1986.
و من 14 أبريل 2007، عملت كاتس كمدير مستقل غير تنفيذي لشركة «هايبريون سولوشنز». كانت كاتس أيضًا عضوةً بمجلس إدارة شركة «تك نت» منذ 14 مارس من العام 2013. عملت كاتس مديرةً لشركة «بيبول سوفت» منذ 30 ديسمبر 2004. وفي عام 12 ديسمبر 2006، شغلت منصب مديرة شركة «ستيلنت».
انضمت كاتس لشركة أوراكل في أبريل 1999، وأصبحت عضوةً في مجلس إدارة الشركة في أكتوبر 2001. وفي ووقت مبكر من العام 2004، صارت كاتس رئيسة الشركة. يرجع الفضل لكاتس في كونها دفع جهود شركة أوراكل للاستحواذ على برمجيات منافسه «بيبول سوفت» مقابل 10، 3 مليار دولار أمريكي. وفي الوقت ذاته، تشغل كاتس منصب المدير المالي للشركة، المنصب الذي خدمت فيه بشكل مؤقت منذ نوفمبر 2005 وحتى سبتمبر 2008؛ ثم مرة أخرى من أبريل 2011 وحتى الوقت الحالى. وفي 2010، انضم مارك هيرد للشركة كرئيس مساعد لكاتس. وفي 20 مايو 2014، أعلنت كاتس أن شركتها تتطلع لتوسيع عملياتها في رومانيا وأنها تفكر ذلك أيضًا في مواقع خارج بوخارست؛ بعدما وصل عدد موظفي الشركة إلى 3، 000 موظف في العاصمة الرومانية.

## إنجازات
احتلت كاتس رقم 12 في تصنيف مجلة فورتشن لأكثر سيدات الأعمال نفوذًا لعام 2009. وفي العام ذاته، جاءت رقم 16 في تصنيف مجلة فوربس لأكثر سيدات الأعمال تأثيرًا. وفي العام 2014، جاءت كاتس في المرتبة ال24. ووفقًا لتحليل «إيكويلر» بمجلة فورتشن، جاءت كاتس صاحبة أعلى مرتب سيدة أعمال من أصل 1000 شركة؛ باستلامها إجمالي أجر مُقدر ب 51,695,742 دولار أمريكي.
ويشار إلى كون كاتس مديرة مجموعة بنوك «إتش إس بي سي» منذ مايو 2008.

## عضوية المجالس
تم تعيين كاتس في عضوية بنك «إتش إس بي سي» منذ عام 2008. كان السبب وراء ذلك يكمن فيما تمتلكه من خبرة في الأعمال التجارية الدولية، حيث ساعدت شركة أوراكل على تحويلها إلى أكبر منتج للبرمجيات والمورد الرئيس في العالم لبرمجيات إدارة المعلومات.

## الحياة الشخصية
ولدت كاتس في مدينة حولون بإسرائيل، لأبوين يهوديين. وفي سن السادسة، انتقلت كاتس من إسرائيل إلى بروكلين الواقعة بولاية ماساتشوستس. تلقت كاتس تعليمها الثانوي في مدرسة بروكلين الثانوية. كاتس متزوجة من غال تيروش، ولديها طفلان.